# Pyxicephalidae
Pyxicephalidae  (лат.) — семейство бесхвостых земноводных, обитающих в Африке.  В 2006 году выделено из семейства настоящих лягушек.

## Описание
Общая длина представителей этого семейства колеблется от 1,5 до 25 см. По своему строению во многом схожи с настоящими лягушками. В основном это лягушки с изящным туловищем, небольшой головой. Расцветка соответствует месту их обитания: от желтоватого до коричневатого, есть виды окрашенные в зелёные и оливковые цвета.

## Образ жизни
Населяют редколесья, тропические леса, саванны, горные местности. Активны преимущественно ночью или в сумерках. Питаются беспозвоночными, мелкими грызунами.

## Распространение
Обитают к югу от пустыни Сахара.

## Классификация
На октябрь 2018 года в семейство включают 2 подсемейства, 12 родов и 84 вида:
Cacosterninae Noble, 1931 
- Amietia Dubois, 1987 (16 видов)

- Anhydrophryne Hewitt, 1919 — Твердорылые лягушки (3 вида)

- Anhydrophryne hewitti (Fitzsimons, 1947) — Натальская щебетунья
- Anhydrophryne ngongoniensis (Bishop & Passmore, 1993)
- Anhydrophryne rattrayi Hewitt, 1919 — Твердорылая лягушка

- Arthroleptella Hewitt, 1926 — Щебетуньи (10 видов)

- Arthroleptella atermina Turner and Channing, 2017
- Arthroleptella bicolor Hewitt, 1926
- Arthroleptella draconella Turner and Channing, 2017
- Arthroleptella drewesii Channing, Hendricks & Dawood, 1994
- Arthroleptella kogelbergensis Turner and Channing, 2017
- Arthroleptella landdrosia Dawood & Channing, 2000
- Arthroleptella lightfooti (Boulenger, 1910) — Капская щебетунья
- Arthroleptella rugosa Turner & Channing, 2008
- Arthroleptella subvoce Turner at al., 2004
- Arthroleptella villiersi Hewitt, 1935

- Cacosternum Boulenger, 1887 (16 видов)
- Microbatrachella Hewitt, 1926 — Лягушки-малютки (1 вид)
- Natalobatrachus Hewitt & Methuen, 1912 — Ущельевые лягушки (1 вид)

- Nothophryne Poynton, 1963 — Уплощённые лягушки (5 видов)

- Nothophryne baylissi  Conradieet al., 2018
- Nothophryne broadleyi Poynton, 1963 — Уплощённая лягушка
- Nothophryne inagoensis  Conradieet al., 2018
- Nothophryne ribauensis  Conradieet al., 2018
- Nothophryne unilurio  Conradieet al., 2018

- Poyntonia Channing & Boycott, 1989 (1 вид)

- Poyntonia paludicola Channing & Boycott, 1989

- Strongylopus Tschudi, 1838 (11 видов)

- Strongylopus bonaespei (Dubois, 1981) — Капская горная лягушка
- Strongylopus fasciatus (Smith, 1849) — Полосатая лягушка
- Strongylopus fuelleborni (Nieden, 1911)
- Strongylopus grayii (Smith, 1849) — Лягушка Грея
- Strongylopus kilimanjaro (Clarke & Poynton, 2005)
- Strongylopus kitumbeine (Channing & Davenport, 2002)
- Strongylopus merumontanus (Lönnberg, 1910)
- Strongylopus rhodesianus (Hewitt, 1933)
- Strongylopus springbokensis (Channing, 1986)
- Strongylopus wageri (Wager, 1961) — Равнинная лягушка

- Tomopterna Duméril & Bibron, 1841 (15 видов)

- Tomopterna cryptotis (Boulenger, 1907) — Лягушка-землекоп
- Tomopterna damarensis Dawood & Channing, 2002
- Tomopterna delalandii (Tschudi, 1838) — Лягушка Делаланда
- Tomopterna elegans (Calabresi, 1927)
- Tomopterna gallmanni Wasonga & Channing, 2013
- Tomopterna kachowskii Nikolskii, 1900
- Tomopterna krugerensis Passmore & Carruthers, 1975 — Лягушка-молоточек
- Tomopterna luganga Channing, Moyer & Dawood, 2004
- Tomopterna marmorata (Peters, 1854) — Кирпичная лягушка
- Tomopterna milletihorsini (Angel, 1922) — Малийская пискунья
- Tomopterna monticola (Fischer, 1884)
- Tomopterna natalensis (Smith, 1849) — Южноафриканская лягушка
- Tomopterna tandyi Channing & Bogart, 1996
- Tomopterna tuberculosa (Boulenger, 1882) — Бородавчатая лягушка
- Tomopterna wambensis Wasonga & Channing, 2013

Pyxicephalinae Bonaparte, 1850 
- Aubria Boulenger, 1917 (2 вида)

- Aubria masako (Ohler & Kazadi, 1990)
- Aubria subsigillata (Duméril, 1856) — Глазчатобрюхая лягушка

- Pyxicephalus Tschudi, 1838 (4 вида)

## Галерея
- Pyxicephalus edulis
- Капская лягушка
- Amietia angolensis
- Лягушка Грея
- Полосатая лягушка
- Лягушка-землекоп
- Ущельевая лягушка
- Южноафриканская лягушка